# Сен-Мартен-Дон
Сен-Марте́н-Дон (фр. Saint-Martin-Don) — коммуна во Франции, находится в регионе Нижняя Нормандия. Департамент коммуны — Кальвадос. Входит в состав кантона Ле-Бени-Бокаж. Округ коммуны — Вир.
Код INSEE коммуны — 14632.

## Население
Население коммуны на 2010 год составляло 247 человек.
| 1962 | 1968 | 1975 | 1982 | 1990 | 1999 | 2010 |
| ---- | ---- | ---- | ---- | ---- | ---- | ---- |
| 306  | 275  | 265  | 234  | 225  | 260  | 247  |

## Экономика
В 2010 году среди 153 человек трудоспособного возраста (15—64 лет) 112 были экономически активными, 41 — неактивными (показатель активности — 73,2 %, в 1999 году было 69,0 %). Из 112 активных жителей работали 100 человек (60 мужчин и 40 женщин), безработных было 12 (4 мужчины и 8 женщин). Среди 41 неактивных 14 человек были учениками или студентами, 19 — пенсионерами, 8 были неактивными по другим причинам.